# Tony Giammalva
Tony Giammalva (* 21. April 1958 in Houston, Texas) ist ein ehemaliger US-amerikanischer Tennisspieler.

## Leben
Giammalva spielte für die Trinity University. 1980 erreichte er bei den Swedish Open sein erstes und einziges Finale auf der ATP World Tour, unterlag dort jedoch Balázs Taróczy.
Erfolgreicher war er in der Doppelkonkurrenz, dort gewann er vier Titel und stand in fünf weiteren Finalpartien. Den Titel in Tokio errang er an der Seite seines Bruders Sammy. Seine beste Platzierung in der Weltrangliste hatte er im Einzel mit Position 70 im Jahr 1981 sowie im Doppel 1985 mit Position 32.
Sein bestes Einzelergebnis bei einem Grand-Slam-Turnier war das Erreichen der dritten Runde bei den French Open und in Wimbledon 1981. In der Doppelkonkurrenz konnte er bei den Australian Open und den French Open jeweils das Viertelfinale erreichen.
Sein Vater Sam Giammalva war in den 1950er Jahren Mitglied der US-amerikanischen Davis-Cup-Mannschaft.

## Erfolge
| Legende                       |
| Grand Slam                    |
| Tennis Masters Cup            |
| ATP Masters Series            |
| ATP International Series Gold |
| ATP International Series (4)  |

### Doppel
| Nr. | Datum | Turnier   | Belag     | Partner         | Finalgegner                     | Ergebnis      |
| --- | ----- | --------- | --------- | --------------- | ------------------------------- | ------------- |
| 1.  | 1982  | Baltimore | Teppich   | Anand Amritraj  | Vijay Amritraj Fred Stolle      | 7:5, 6:2      |
| 2.  | 1983  | Tampa     | Teppich   | Steve Meister   | Eric Fromm Drew Gitlin          | 3:6, 6:1, 7:5 |
| 3.  | 1983  | Maui      | Hartplatz | Steve Meister   | Mike Bauer Scott Davis          | 6:3, 5:7, 6:4 |
| 4.  | 1984  | Tokio     | Teppich   | Sammy Giammalva | Mark Edmondson Sherwood Stewart | 7:6, 6:4      |